# Theatrum Chemicum Britannicum

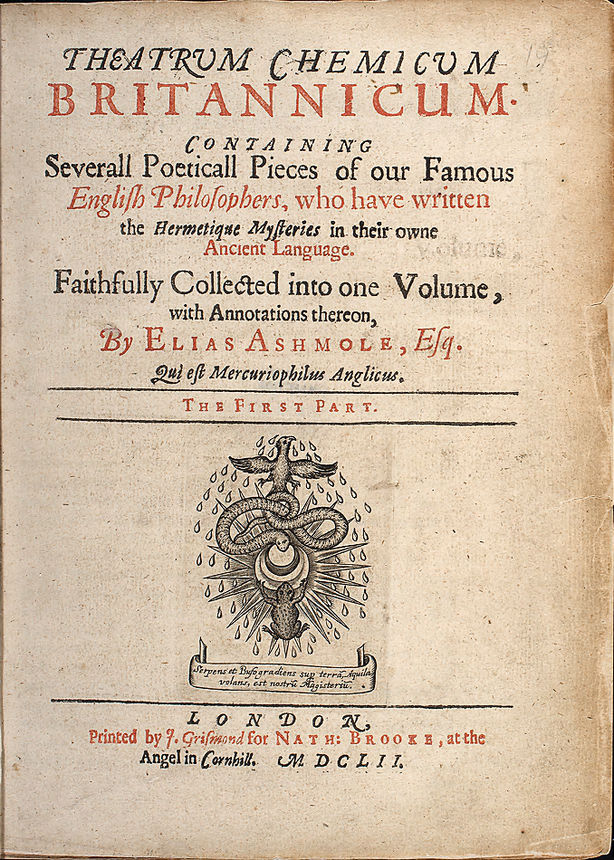
Titelseite von Theatrum chemicum Britannicum

Theatrum chemicum Britannicum ist ein 1652 in London bei John Grismond erschienenes und kommentiertes Sammelwerk von Elias Ashmole, dass unveröffentlichte alchemistischer Schriften enthielt.

## Werk
Das Werk trägt den vollständigen Titel Theatrum Chemicum Britannicum. Containing Severall Poeticall Pieces of our Famous English Philosophers, who have written the Hermetique Mysteries in their owne Ancient Language. Faithfully Collected into one Volume, with Annotations thereon, By Elias Ashmole, Esq. Qui est Mercuriophilus Anglicus. The First Part.
Es enthält teilweise als Erstdruck Schriften britischer Alchemisten und alchemistischer Autoren wie Thomas Norton, George Ripley, Geoffrey Chaucer, John Gower, John Lydgate, John Dastin, Edward Kelley, John Dee, Pearce dem Schwarzen Mönch, Thomas Robinson, Richard Carpenter, Abraham Andrews (dem hier das Gedicht Hunting of the Green Lyon zugeschrieben wird), Thomas Charnock, William Bloomefield (oder Blomfild, ein Priester) und William Backhouse, dem alchemistischen Lehrer von Ashmole (nach dem Biographen von Ashmole C. H. Josten soll The Magistery von ihm sein). Hermes Bird schreibt Ashmole Ramon Llull zu. Ashmole bedauert nicht noch mehr Texte aufnehmen zu können, es kam aber zu keiner weiteren Fortsetzung des Projekts.
Ein Exemplar mit zahlreichen Korrekturen und Anmerkungen war in der Bibliothek von Isaac Newton.

## Inhalt
- Elias Ashmole: Prologue (datiert 26. Januar 1652)
- Thomas Norton: The Ordinall of Alchimy.
- George Ripley: The Compound of Alchymie.
- Anonymous. Liber patris sapientiae.
- Verse “In the name of the holy Triniti”.
- Verse “Iyfe thow wilt thys warke begyn.”
- Anonymous: Hermes Bird.
- Geoffrey Chaucer: The Tale of the Chanans Yeoman.
- John Dastin: The Worke of John Dastin. oder Dastin's Dreame.
- Pearce the Black Monke upon the Elixir.
- The Worke of Rich. Carpenter: oder Carpenter's Worke
- Abraham Andrews. The Hunting of the Greene Lyon.
- Thomas Charnock: The Breviary of natural Philosophy. 1557.
- Thomas Charnock: Aenigma ad Alchimiam. 1572.
- Thomas Charnock: Aenigma de Alchimiae. 1572.
- William Bloomefield: Bloomfields Blossoms: or, The Campe of Philosophy.
- Edward Kelley: Sir Edward Kelle's Worke.
- Edward Kelley: Sir Ed: Kelly concerning the Philosophers Stone written to his especiall good Freind, G.S. Gent.
- John Dee: Testamentum Johannis Dee Philosophi summi ad Johannem Gwynn, transmissum 1568.
- Thomas Robinson: Thomas Robinsonus de lapide philosophorum.
- Anonymous: Experience and Philosophy.
- William Backhouse: The Magistery. December 1633.
- Anonymi: or, several works of unknown Authors.
- John Gower: John Gower concerning the Philosophers Stone.
- George Ripley: The Vision of Sr. George Ripley: Channon of Bridlington.
- George Ripley: Verses belonging to an emblematicall Scrowle: Supposed to be invented by Geo. Ripley.
- George Ripley: The Mistery of alchymists, Composed by Sir Geo. Ripley Chanon of Bridlington.
- George Ripley: The Preface prefixt to Sir Geo: Ripley's Medulla. 1476.
- George Ripley: A shorte worke That beareth the Name of the aforesaid Author, Sir G. Ripley.
- John Lydgate: Translation of the second Epistle that King Alexander sent to his Master Aristotle.
- Anonymous: The Hermet's Tale.
- Anonymous: A Discription of the Stone.
- Anonymous: The standing of the Glasse for the tyme of the Putrefaction, and Congelation of the Medicine.
- D. D. W. Bedman oder W. Redman: Ænigma Philosophicum.
- sowie Fragmente und Kommentare wie Thomas Charnock: Fragments coppied From Thomas Charnock's owne hand writing. 1574, und Worterklärungen.

## Digitalisate
- Scan im Internet Archive
- Scan bei e-rara